# Sun Wanglu
Sun Wanglu (chinesisch 孙望路, Pinyin Sūn Wànglù; * 1992 in Nantong, Provinz Jiangsu, Volksrepublik China) ist ein chinesischer Schriftsteller.

## Leben
Sun Wanglu hat einen Master in Ingenieurswesen von der Universität für Wissenschaft und Technik in Beijing.

## Bibliographie (Auswahl)
- 残缺真理, cánquē zhēnlǐ [„Unvollständige Wahrheit“], veröffentlicht im Jahr 2016.
- Der umgekehrte Turing-Test, Originaltitel 逆向图灵 (Pinyin nìxiàng tú líng), veröffentlicht in „Literatur und Kunst“ im Januar 2016, auf Deutsch erschienen in der Anthologie Quantenträume, ISBN 978-3-453-31904-2.